# Chiến dịch Bắc Tây Nguyên 1972
Chiến dịch Tây Nguyên hay Chiến dịch Bắc Tây Nguyên là một chiến dịch tiến công của các lực lượng của Quân Giải phóng miền Nam Việt Nam vào Quân lực Việt Nam Cộng hòa diễn ra tại Bắc Tây Nguyên trong Chiến dịch Xuân Hè 1972.

## Hoàn cảnh trước khi chiến sự xảy ra
Theo dự đoán của các tướng lĩnh Hoa Kỳ tại Việt Nam, vào năm 1972 Quân Giải phóng miền Nam Việt Nam (QGP) sẽ mở nhiều mặt trận lớn tại khu vực thuộc Vùng I và Vùng II chiến thuật của VNCH, vì thế kế hoạch bình định và phát triển phải nhanh chóng hoàn thành trong năm 1971, để các đơn vị chính quy của Quân lực Việt Nam Cộng hòa (QLVNCH) có thể rảnh tay đối đầu với Quân Giải phóng vào năm 1972.
Bộ tham mưu của MACV nhận định cho rằng, mũi tiến công chính QGP sẽ nhằm vào Vùng II. Chính vì thế, tháng 5 năm 1971, John Paul Vann, một cựu Trung tá Lục quân Hoa Kỳ được đánh giá là có nhiều kinh nghiệm về bình định phát triển, được tướng Creighton Abrams, tư lệnh MACV, bổ nhiệm làm cố vấn cho Tư lệnh Quân đoàn II và Quân khu II, Trung tướng Ngô Du.
Khi nhận vai trò Cố vấn toàn quyền cả về quân sự lẫn dân sự của Vùng II, dựa vào những cung cấp tình báo, John Paul Vann đưa ra phán đoán sư đoàn 312 Quân đội Nhân dân Việt Nam đang dưỡng quân tại Thanh Hóa, trong tháng 2 năm 1972 sẽ di chuyển vào vùng 3 biên giới để tham chiến. Do đó, để tăng khả năng xác thực, tháng 1 năm 1972, phía Mỹ và VNCH đã cho tăng cường các hoạt động trinh sát và thu thập thông tin về hoạt động của đối phương. Nhờ bắt được một tân binh QGP, họ đã nắm được thông tin Sư đoàn 320 QGP (còn gọi là Sư đoàn 320A) vừa được bổ sung thêm quân số từ Thanh Hóa vào khu vực Ngã 3 biên giới.
Được củng cố bởi phán đoán QGP sẽ tập trung tấn công chính tại chiến trường Tây Nguyên trong năm 1972, John Paul Vann cho xây dựng một kế hoạch phản kích tương tự kế hoạch mà tướng Walton Walker đã dùng đánh bại quân Bắc Triều Tiên năm 1953. Theo đó, QLVNCH sẽ thực hiện các động thái nhằm bẫy Sư đoàn 320 đối phương tiến sâu vùng Tân Cảnh - Dakto thuộc Kon Tum rồi sẽ tiêu hao sinh lực sư đoàn này bằng hỏa lực pháo đài bay B-52. Sau đó, các lực lượng QLVNCH sẽ tấn công xóa sổ đối phương trong khu vực.

## Bố trí binh lực hai bên
Dựa trên kế hoạch này, đầu tháng 2 năm 1972, tướng Ngô Du đã ra lệnh cho di chuyển 2 trung đoàn bộ binh 42 và 47, cùng với Sở chỉ huy tiền phương và toàn bộ lực lượng pháo binh (khoảng 10 tiểu đoàn) và chiến xa (khoảng 10 chi đoàn) của Sư đoàn 22 Bộ binh, lên Tân Cảnh để giao chiến với Sư đoàn 320 đối phương. Ngoài ra, Liên đoàn 22 Biệt động quân được tăng cường tại các căn cứ biên phòng, đặc biệt là đồn Ben Het, để bảo vệ các tuyến giao thông đi vào Vùng II.
Ban cố vấn và bộ tham mưu của tướng Ngô Du cũng đề phòng đối phương sẽ dùng Sư đoàn 2 để tập kích vào Kontum nên cũng đã yêu cầu Bộ Tổng tham mưu VNCH tăng cường thêm lữ đoàn Nhảy dù số 2 để làm lực lượng trừ bị tại Kontum và sẵng sàng ứng cứu cho Tân Cảnh khi cần thiết.
Để dễ dàng chỉ huy, tướng Ngô Du đã cho điều động Đại tá Lý Tòng Bá vào chức vụ Tư lệnh Sư đoàn 23 và Đại tá Lê Đức Đạt làm Tư lệnh Sư đoàn 22. Toàn bộ Vùng II được đưa vào tình huống chuẩn bị.
Về phía QGP, các kế hoạch chuẩn bị cho việc mở cuộc tấn công chiến lược năm 1972 trên toàn miền Nam đã hoàn tất, trong đó mặt trận Trị - Thiên được chọn là hướng tấn công chủ yếu. Mục tiêu của QGP là tấn công thẳng vào các hệ thống phòng thủ chiến lược của Việt Nam Cộng hòa, nhằm làm mất uy tín chính sách Việt Nam hóa chiến tranh và cầm chân tối đa các lực lượng chủ lực của đối phương, phá vỡ chương trình bình định nông thôn của chính phủ Việt Nam Cộng hòa, và nâng cao vị thế trước khi diễn ra các cuộc đàm phán hòa bình cuối cùng. 

Phối hợp với chiến trường chính, tại Tây Nguyên, Thiếu tướng Hoàng Minh Thảo, Tư lệnh Mặt trận B3, đã điều động binh lực của 2 sư đoàn 320 (gồm 3 trung đoàn 52, 64 và 48) và 2 (gồm 2 trung đoàn 1 và 141), 4 trung đoàn bộ binh độc lập (66, 95, 28 và 24), trung đoàn đặc công 400, 2 trung đoàn pháo binh, 1 tiểu đoàn tăng thiết giáp (37 xe gồm 28 xe tăng T-54, 3 xe tăng PT-76, 3 pháo cao xạ tự hành ZSU-57-2 và 3 xe thiết giáp mang pháo phòng không 37mm) và 6 tiểu đoàn pháo phòng không. Ngoài ra còn có sự tham gia của các lực lượng vũ trang tại địa phương. Tổng binh lực tham gia khoảng 47.000 người.
Từ ngày 15 đến ngày 25 tháng 3, tiểu đoàn công binh thuộc sư đoàn 320A QGP đã làm giả hai con đường cơ giới phía Tây Bắc thị xã Kon Tum. Tướng Ngô Du liền điều Lữ đoàn dù 2 ra phá đường. Sư 320A dùng Trung đoàn 52 chặn đánh nhưng không truy kích. Ngày 23 tháng 3, Liên đoàn 22 Biệt động quân tiếp tục tiến ra phá đường, cũng bị Trung đoàn 52 chặn đánh.. Ngày 24 tháng 3, Trung đoàn 28 (độc lập) cắt đứt đường 14 ở Diên Bình, bao vây Võ Định. Ngày 26 tháng 3, Trung đoàn 95, Tiểu đoàn 6 (bảo vệ 559) và Đại đội 1 (địa phương) cắt đường 14 ở Chư Thoi, Tân Phú (nam Kon Tum).
Trong hồi ký "Kon Tum trong ký ức tôi" của thiếu tướng Vương Tuấn Kiệt - nguyên tham mưu trưởng Mặt trận Tây Nguyên, đã nói lên đóng góp to lớn của nhân dân Đăk Tô đối với Quân Giải phóng miền Nam Việt Nam trong chiến dịch này: "… Ngày ấy các phương tiện cơ giới rất hạn chế, tất cả chỉ nhờ vào đôi vai của bộ đội mình và đồng bào địa phương. Mà bộ đội thì còn phải lo cho công tác chiến đấu. Do đó hầu như tất cả công việc chuẩn bị đều dựa vào dân (mà cụ thể là dân công). Họ mở đường, kéo pháo, lo vận chuyển vũ khí đạn dược, gùi gạo vào các vị trí tập kết... Đồng bào các dân tộc H80 qua đôi vai của mình đã gùi hàng trăm tấn vũ khí đạn dược, lương thực phục vụ cho trận đánh… Chính nhờ có công tác chuẩn bị tích cực chu đáo đó mà bộ đội ta đã đánh thắng giòn dã, đập tan tuyến phòng ngự Đăk Tô - Tân Cảnh tháng 4/1972…"

## Diễn biến chiến dịch

### Hướng cụm cứ điểm biên phòng phía Tây sông Poko
Ngày 30 tháng 3, 2 trung đoàn 52 và 64 cùng một tiểu đoàn của trung đoàn 48, sư 320 (QGP), đồng loạt tấn công 5 tiền đồn phía Tây sông Poko do 3 tiểu đoàn Biệt động quân QLVNCH đóng giữ. Tướng Ngô Du điều 2 tiểu đoàn của Lữ đoàn dù 2 từ Tân Cảnh về các cứ điểm phía Tây sông Poko để tăng cường phòng thủ, điều Trung đoàn 47 đánh ra tăng phái cho 2 đại đội quân địa phương chốt giữ Ngọc Rinh Rua và Ngọc Bờ Biêng, lập 2 căn cứ hỏa lực đặt tên là "Delta" và "Charlie", trang bị pháo Bofors và đại liên Vulcan trên các sườn đồi phía Nam Tân Cảnh để yểm trợ hỏa lực chống lại sự tấn công của QGP. John Paul Vann cũng cho gọi thêm máy bay cường kích Hoa Kỳ từ Thái Lan đến ném bom xung quanh các cứ điểm này. Do bị lộ trận địa, công tác chỉ huy, phối hợp hiệp đồng pháo binh - bộ binh - phòng không chưa chặt chẽ, thông tin liên lạc kém, bị không quân Mỹ và pháo binh QLVNCH oanh tạc mạnh mẽ, Trung đoàn 52 bị thương vong nhiều. Bộ chỉ huy QLVNCH cho rằng "kế hoạch này phối trí tốt đẹp lúc đầu".
Sau khi bổ sung quân số và điều chỉnh lại đội hình, ngày 31 tháng 3, Trung đoàn 52 (QGP) tiếp tục tấn công, chiếm các cứ điểm Ngọc Rinh Rua và Ngọc Bờ Biêng, cô lập 3 cứ điểm khác ở tây sông Poko..
Từ ngày 3 tháng 4 đến ngày 11 tháng 4, Trung đoàn 52 (sư 320A) tiếp tục tấn công cứ điểm "Charlie" (1049), Trung đoàn 64 QGP tấn công cứ điểm "Rocket Ridge" (1015). Các cứ điểm khi đó đều đã được tăng viện bằng các tiểu đoàn của Lữ đoàn 2 Dù. Cuộc tấn công diễn ra nhiều đợt, bị pháo binh, không quân, đặc biệt là các phi cơ AC-130 Spectre gắn súng máy bắn ngăn chặn suốt ngày đêm, phía QGP chỉ có pháo phòng không tầm thấp 12,7 và 14,5 mm nên khả năng ngăn chặn hỏa lực phòng không là khá yếu. Đến lúc 22h30 ngày 11 tháng 4, Trung đoàn 52 (sư 320A) chiếm được căn cứ "Charlie". Tiểu đoàn dù 11 (QLVNCH) có 471 lính thì chỉ còn 37 lính thoát về được Võ Định; tiểu đoàn trưởng Nguyễn Đình Bảo bị tử thương.
Cố vấn John Paul Vann yêu cầu Sư đoàn 22 QLVNCH phải dụ Sư đoàn 320A QGP vào thật sâu để dùng B-52 tiêu diệt. Ngày 14 tháng 4, 9 máy bay B-52 ném bom hủy diệt căn cứ "Charlie" trong khi nhiều thương binh QLVNCH còn đang ở đó và các tử sĩ QLVNCH chưa được chôn cất. Trung đoàn 52 cũng bị thiệt hại do không kịp rút ra phòng tránh..
Ngày 15 tháng 4, Trung đoàn 64 (Sư 320A) đánh chiếm cứ điểm "Rocket Ridge" (1015), đánh tan Tiểu đoàn dù 11 (Lữ dù 3), bắn rơi 9 máy bay trực thăng. Cùng ngày, trung đoàn 48 (sư 320A) chiếm cứ điểm "Delta" (1338) và phục kích toán quân còn lại của tiểu đoàn dù 11 chạy về đây. Ngày 19 tháng 4, trung đoàn 24 (độc lập) Quân Giải phóng miền Nam Việt Nam tấn công tuyến Plei Cần - Đắc Moi, tiêu diệt 287 quân trong số 350 quân của tiểu đoàn 1, trung đoàn 42 QLVNCH đóng tại đây. Ngày 20 tháng 4, để tăng cường cho mặt trận Quảng Trị, Bộ Tổng Tham mưu VNCH đã rút Lữ Dù 2 ra khỏi mặt trận này và được không vận ra Huế. Trung đoàn 53 (Sư đoàn 23) và Liên đoàn 6 Biệt động quân được đưa vào Kontum để thay thế. Các lực lượng của Sư 320 cũng thiệt hại nặng nề nên cũng không đủ sức phát triển tấn công, đành chuyển sang thế phòng ngự.

### Hướng Đăk Tô - Tân Cảnh
Xem thêm Trận Đắk Tô - Tân Cảnh, 1972
Quân VNCH chỉ tổ chức tuyến phòng ngự vòng ngoài ở phía tây đường 14 từ thị trấn Tân Cảnh đến thị xã Plâyku, bảo đảm cho trận địa phòng ngự có chiều sâu ở trên khu vực đó. Như thế là hợp với lô gíc quân sự của phương Tây, nhưng VNCH không thể phân tích được cách đánh của Quân Giải phóng miền Nam Việt Nam, do đó tuyến phòng ngự cơ bản bị bỏ hở, không được che chở ở phía đông.
Trong khi nghiên cứu, phân tích thế trận và cách đánh của địch, Quân Giải phóng miền Nam Việt Nam đã phát hiện ra chỗ sơ hở, chỗ yếu nguy hiểm đó. Về hình thái thế trận, Quân Giải phóng miền Nam Việt Nam đã đứng ở góc độ các chiều của thế trận mà nghiên cứu, phân tích tìm ra các đường tuyến cấu thành thế trận của địch và đường tuyến nào là đường tuyến cơ bản của thế trận: "Ta đánh vào đường tuyến nào, đảo lộn được góc cạnh nào, cắt được cái nút nào thì toàn bộ thế trận của VNCH sẽ bị xiêu vẹo, lung lay và đổ vỡ. Ta đã tìm ra chiều ngang và chiều dọc trong thế trận của địch và thấy rằng chiều dọc thế trận của địch là cái rường cột cho toàn bộ thế trận của địch, cũng là một sự bắt buộc đối với địch vì chúng phải chịu sự tác động của quy luật chiến tranh nhân dân của ta. Thế trận chiều dọc bị đánh nhão, bị đập nát thì toàn bộ thế trận của địch sẽ bị lung lay hoặc bị phá vỡ."
Mưu kế chiến dịch của Quân Giải phóng miền Nam Việt Nam là thu hút đội dự bị chiến lược của VNCH về phía Kon Tum để sơ hở ở hướng Tân Cảnh. Muốn thu hút hai lữ đoàn dù về phía Kon Tum, Quân Giải phóng miền Nam Việt Nam làm giả hai con đường cơ giới ở phía tây bắc thị xã Kon Tum khoảng 20–30 km buộc sư dù (thiếu) phải ra ngăn chặn và Quân Giải phóng miền Nam Việt Nam bố trí Sư đoàn 320 để đánh sư dù đó. Quả nhiên, một lữ đoàn dù ra ngăn chặn, phá đường. Trung đoàn 64 Sư đoàn 320 đánh ngay và Sư đoàn 320 của Quân Giải phóng miền Nam Việt Nam cùng sư đoàn dù (thiếu) cùng liên đoàn biệt động quân VNCH số 22 giao chiến ở đó.
Đến đây coi như QLVNCH đã mắc mưu. Lúc này, Sư đoàn 2 (thiếu), Quân khu 5, do tướng Nguyễn Chơn làm Sư đoàn trưởng, Trung đoàn 66 và tiểu đoàn đặc công B3 cùng các binh chủng pháo binh, pháo cao xạ (đặc biệt có pháo cao xạ tự hành 57 mm) và xe tăng bí mật tiến vào phía đông Tân Cảnh. VNCH chú ý phía tây Tân Cảnh, Quân Giải phóng miền Nam Việt Nam lại bất ngờ cơ động vào phía đông Tân Cảnh, nơi ít đề phòng mà mở mũi tiến công chủ yếu.
Ngày 24 tháng 4, lúc 4g30, quân Giải phóng tấn công vào các căn cứ vành đai của cụm cứ điểm Dakto-Tân Cảnh-Võ Định do 2 Trung đoàn 42 và 47, cùng Bộ Tư lệnh tiền phương của sư đoàn 22. Tham chiến phía quân Giải phóng là đội hình của Sư đoàn 2 (gồm 2 trung đoàn bộ binh là 1 và 141) tăng cường thêm trung đoàn 66 độc lập, tiểu đoàn đặc công 37 và một đại đội xe tăng T-54, cùng một đại đội hỏa tiễn chống tăng AT-3 Sagger (Quân Giải phóng miền Nam Việt Nam gọi là B-72) lần đầu tiên có mặt tại chiến trường (Có cả tại Quảng Trị và trận An Lộc). Lúc 8 giờ sáng, căn cứ trung đoàn 47 VNCH cũng bị tấn công.
Đến 11 gờ, căn cứ Sở chỉ huy tiền phương và trung đoàn 42 sư đoàn 22 QLVNCH đã bị thất thủ. Đại tá Lê Đức Đạt, Tư lệnh sư 22 tử thương. Ngày 23 tháng 4, Sư đoàn 10 của Quân Giải phóng miền Nam Việt Nam đã chiếm được Dakto và các căn cứ bên ngoài Tân Cảnh. Đúng 15 giờ ngày 23-4-1972, pháo binh quân Giải phóng nã đạn dồn dập vào căn cứ Tân Cảnh, cứ điểm mạnh nhất của quân VNCH. 1 giờ sáng 24-4-1972, 9 xe tăng T-54 xông thẳng qua thị trấn Tân Cảnh, lao lên mở cửa phía Đông căn cứ. 5 giờ 55 phút ngày 24-4-1972 thị trấn Tân Cảnh thất thủ. Lúc này cuộc chiến đấu ở căn cứ E42 Tân Cảnh diễn ra dữ dội.
Mưu kế của Quân Giải phóng miền Nam Việt Nam là lừa địch, đánh vào chỗ sơ hở, địch ít đề phòng. Lừa địch ở Kon Tum bằng cách làm đường giả để dụ QLVNCH đề phòng phía tây Tân Cảnh, trong khi đó Quân Giải phóng miền Nam Việt Nam lại đánh vào phía đông Tân Cảnh. Do thực hiện thành công kế "nghi binh" nên chỉ trong một ngày Quân Giải phóng miền Nam Việt Nam đã tiêu diệt xong cứ điểm ở Tân Cảnh.
Ngay khi Tân Cảnh sắp bị tiêu diệt, Bộ Tư lệnh quân giải phóng mặt trận cánh Đông đã cho pháo binh bắn phá phi trường Phượng Hoàng. 8 giờ sáng 24-4-1972, Trung đoàn 1 (sư đoàn 2 QGPMN) đánh thẳng vào Sở Chỉ huy E47 ngay ở phi trường Phượng Hoàng, 4 xe tăng T-54 và một pháo tự hành cấp tốc rời căn cứ Tân Cảnh chi viện cho mũi tấn công tại căn cứ Dakto 2.
Xe tăng Type-59 số hiệu 377 của quân Giải phóng đã tiêu diệt 7 xe tăng M41 của QLVNCH trước khi bị súng chống tăng bắn cháy. Bộ đội dần dần làm chủ tình hình. 11 giờ trưa 24-4-1972, trung đoàn 66 hoàn toàn làm chủ căn cứ Tân Cảnh. Theo quân Giải phóng thì họ đã bắn rơi 8 máy bay, thu giữ 4 xe tăng M41 và 5 xe thiết giáp M113. 30 đại bác trong căn cứ (23 khẩu 105 mm và 7 khẩu 155 mm) thì 10 bị phá huỷ, 20 bị thu giữ. Quân Giải phóng cũng phá huỷ hoặc thu giữ gần 100 xe quân sự, hàng vạn quả đạn pháo và toàn bộ phương tiện chiến tranh của đối phương, bắt 429 tù binh. Đại tá Lê Đức Đạt Sư đoàn trưởng 22 tử trận, phần còn lại của sư đoàn rút vào rừng tìm đường về Kontum. 
Sau khi chiếm được Tân Cảnh và các căn cứ khác dọc đường 14 bắc thị xã Kontum, Quân Giải phóng miền Nam Việt Nam cũng bị thiệt hại, nhiều xe tăng bị cháy, hậu cần thiếu, đặc biệt là đạn pháo nên 20 ngày sau mới tổ chức tấn công tiếp vào Kontum. Lúc đó phía QLVNCH cũng có nhiều thay đổi, 2 trung đoàn của sư đoàn 23 được đưa lên thay thế sư đoàn 22, Tướng Lý Tòng Bá, tư lệnh sư đoàn 23 được cử làm Tư lệnh mặt trận Kontum, tướng Ngô Du tư lệnh Quân khu II bị thay bằng Tướng Nguyễn Văn Toàn.

### Hướng Kotum
Ngày 7 tháng 4, trung đoàn 28 pháo kích Võ Định phá hủy 9 pháo, 20 xe vận tải và 3 kho đạn của QLVNCH ở Kong Trang Lang Loi. Ngày 10 tháng 4, các đơn vị Quân Giải phóng miền Nam Việt Nam chuẩn bị tấn công Đắc Tô - Tân Cảnh đã tập kết xong ở Đông Bắc Tân Cảnh trong khi tướng Ngô Du vẫn cho rằng sư 320(A) sẽ đánh Kontum từ phía Tây.
Ở nam Kon Tum, trung đoàn 95 Quân Giải phóng miền Nam Việt Nam tổ chức 7 chốt hỏa lực cắt đường 14 ở Chư Thoi. Tướng Ngô Du điều các trung đoàn 45 và 52 (sư 23) và 2 chi đoàn thiết giáp ra giải tỏa nhưng lại bị giam chân ở đây.

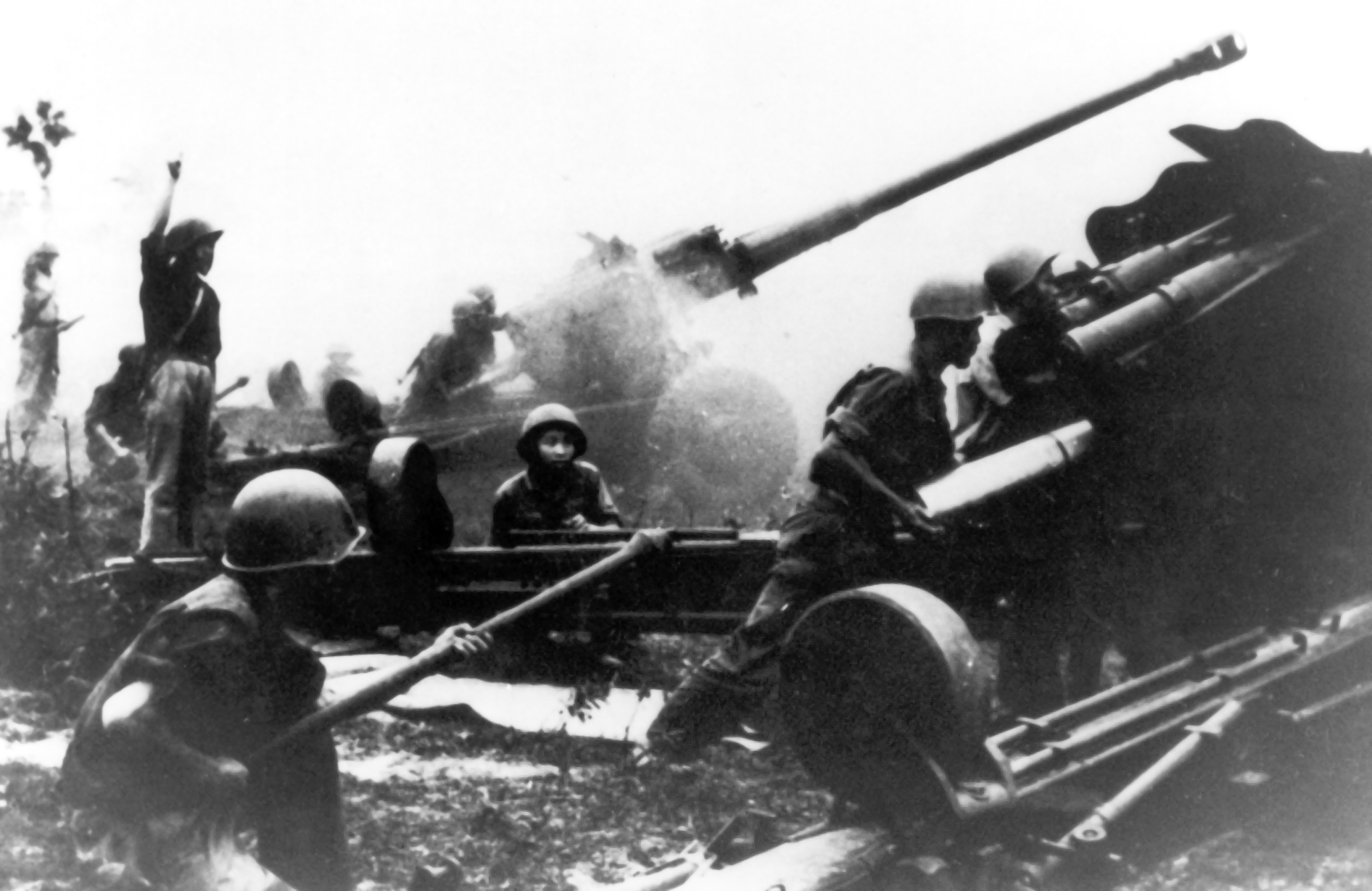
Pháo 130 mm của quân Giải phóng tại mặt trận Kontum

Về lực lượng Quân Giải phóng miền Nam Việt Nam tấn công Kontum gồm các trung đoàn chủ lực của Tây Nguyên: 28, 66, 95, 24B (Sư đoàn 10 - Đoàn Đăktô ngày nay) phối hợp với bộ đội địa phương tỉnh Kontum. Ngày 24-4, Sư đoàn bộ binh 2 (Trung đoàn 1 và Trung đoàn 141) được tăng cường Trung đoàn bộ binh 66, Tiểu đoàn đặc công 37, một đại đội xe tăng và một bộ phận pháo binh, pháo phòng không cùng lực lượng vũ trang địa phương tiến công cứ điểm Dakto- Tân Cảnh.
Kế hoạch phòng thủ Kontum được giao cho Sư đoàn 23BB của Đại tá Lý Tòng Bá. Sư đoàn này có nhiệm vụ đảm trách 3 mặt nặng nhất của tỉnh là Đông, Tây và Bắc. Hướng Nam có phần nhẹ hơn nhờ có chướng ngại vật của thiên nhiên là con sông Dakbla, nên giao cho Địa Phương Quân và Nghĩa Quân đảm nhiệm.
Tướng Hoàng Minh Thảo đoán rằng có thể đối phương đã rà bắt được những mật lệnh mà Bộ tư lệnh B3 của ông đã đánh đi. Rút kinh nghiệm, Tướng Thảo không sử dụng điện đài nữa mà xử dùng điện thoại và người để liên lạc. Vì thế, sau ngày 14/5/72, cả toán kỹ thuật của Quân đoàn II đều ngạc nhiên không thấy đối phương lên máy nữa.
Khi đánh trận then chốt đầu tiên bộ đội đã tiêu diệt cụm phòng ngự Dakto-Tân Cảnh (ngày 24-4-1972), một căn cứ phòng ngự quy mô sư đoàn của VNCH, chiếm được một vùng tương đối rộng, tạo điều kiện hết sức thuận lợi cho chiến dịch tiến công thị xã Kontum thực hiện trận then chốt quyết định. Lúc này, lực lượng VNCH ở thị xã Kontum rất mỏng và yếu, trong thị xã chỉ có hai tiểu đoàn chủ lực và một số đơn vị Địa Phương Quân. Nhưng lúc đó Bộ tư lệnh chiến dịch lại nhận định: "Tuy địch ở Kontum rất hoang mang, sơ hở và mỏng yếu, nhưng ta chưa có đủ điều kiện để phát triển tiến công một cách nhanh chóng, mạnh mẽ vì đường cơ động chưa làm xong, việc bảo đảm cơ sở vật chất và triển khai binh khí kỹ thuật gặp khó khăn, nên quyết định mở đường để vận chuyển vật chất, đồng thời bổ sung cơ sở vật chất cho các đơn vị chuẩn bị tiến công Kontum."
Trong thời gian trên Quân lực Việt Nam Cộng Hòa đã tập trung Trung đoàn 53, Tiểu đoàn 7 Dù cùng lực lượng địa phương tổ chức phòng thủ. Tuyến phòng thủ mới ở bắc thị xã Kontum, lấy lực lượng của Sư đoàn 23 làm nòng cốt, bố trí thành nhiều trận địa phòng ngự nhỏ, dựa vào công sự vững chắc, liên kết với nhau chặt chẽ bằng cả xung lực và hỏa lực, có thể cơ động đội hình để tránh đạn pháo của Quân Giải phóng miền Nam Việt Nam; đồng thời chúng tăng cường các hoạt động của pháo binh, không quân, đặc biệt là B52 ném bom rải thảm.
Từ đêm 14 đến ngày 15-5, bộ đội sử dụng một số đơn vị tiến công ở ngã ba Trung Tín-Đường Ngang, Côn Tiêu, Lôi Hổ, quân VNCH tập trung 2 Liên Đoàn Biệt Động Quân, một tiểu đoàn Bảo an cùng Trung đoàn 3 Thiết Giáp mở cuộc hành quân "Bắc Bình Vương 7/2" tăng viện cho Kontum, tuy lực lượng này đã bị quân Giải phóng ngăn chặn và phá vỡ nhưng các cứ điểm vòng ngoài vẫn chưa tiêu diệt được hoàn toàn. Ở thị xã Kontum binh sĩ VNCH vẫn tăng cường được lực lượng, tổ chức phòng ngự liên hoàn, vững chắc do được tiếp tế bằng đường không.
Trung đoàn 64 và Trung đoàn 28 quân Giải phóng tiến đánh Kontum ngày 14-5-1972. Lúc 5 giờ cùng ngày, cả 25 box B-52 do Mỹ thực hiện đồng loạt thả xuống hơn 3.000 quả bom đủ các loại trên đầu Sư đoàn 320 và Sư đoàn 2 của Quân giải phóng. Tiếng bom nổ long trời lở đất, khói bụi bay mịt mù. Diện tích rải thảm của 25 box B-52 là 75 km². Tiếp theo từng đoàn A37 và AD6 của Sư đoàn 6 Không Quân bay vào mục tiêu, tiếp tục bắn vào các xe tăng và các khẩu đội phòng không. Trực thăng vũ trang Cobra còn tập hậu bắn vào đội hình của bộ đội.
Ngày 20/5/72, 2 tiểu đoàn đặc công của quân Giải phóng đã lợi dụng đêm tối có nhiều sương mù, lội qua sông và tiến chiếm được phi trường, kho đạn và khu Tòa Giám mục, coi như họ đã chiếm được gần nửa thành phố. Cuộc giao tranh giữa Địa Phương Quân và Nghĩa Quân của Tiểu khu với đặc công của quân Giải phóng rất dữ dội. Khu dân chúng và khu Tòa Hành chính vẫn do VNCH chiếm giữ.
Khu nghĩa địa của thành phố cách hầm chỉ huy của tướng Lý Tòng Bá độ 300 m và một đại đội đặc công đã đánh chiếm và cố thủ ở đó. Quân VNCH sử dụng một đại đội trinh sát tinh nhuệ nhất của sư đoàn vào nằm chiếm lại khu vực này nhưng gặp sự kháng cự rất mãnh liệt, 2 chiến xa bị cháy, đại đội trinh sát không tiến lên được.
Lúc 6g sáng ngày 20/5/72, Tướng Toàn bay lên Kontum. Thiếu tướng Toàn quan sát mặt trận và chỉ thị thêm cho Đại tá Bá đề phòng tuyến đầu vì địch có ý định tấn công phía trước trong khi ta đang bấn loạn bên trong. Ông cũng ra lệnh phải thanh toán hết tốp đặc công đang cố thủ trong nghĩa trang.
Trong khi đặc công tràn vào thành phố, Chuẩn tướng John Hill dùng trực thăng có gắn 2 khẩu đại liên 12.7 ly bay quan sát vùng Võ Định (Bắc Kontum 15 km) và thấy nhiều đơn vị quân Giải phóng di chuyển về hướng Nam, ông liền tác xạ liên tục và báo cho Paul Vann biết để sử dụng B52. Ngay hôm đó, Paul Vann đã sử dụng trên 10 Box B52 để làm giảm áp lực của đối phương.
Đại tá Nguyễn Bá Long Tỉnh trưởng Kontum hướng dẫn Tướng Toàn đến quan sát các ổ kháng cự của đặc công trong các tòa nhà được xây cất kiên cố từ thời Pháp trong khu Tòa Giám mục, đang chống trả với Địa Phương Quân. Tướng Toàn liền tăng cường cho Đại tá Long 5 chiến xa, một Liên đoàn Biệt Động Quân, và chỉ thị nếu cần phải bắn sập một vài tòa nhà trong khu Tòa Giám mục để tiêu diệt đặc công thì cứ làm, sau này chính phủ sẽ xây cất lại, chỉ cần hạn chế việc bắn trúng khu thường dân. Tuy có lực lượng áp đảo nhưng phải hai ngày sau, Đại tá Bá và Đại tá Long mới thanh toán được lực lượng đặc công trong thành phố.
Cuộc tấn công đợt 2 của Tướng Hoàng Minh Thảo tiến chiếm Kontum coi như thất bại. Họ trả đũa trong những ngày kế tiếp bằng những hỏa tiễn 122 ly rót vào thị xã liên tục ngày đêm, bất kể khu quân sự hay dân sự. Kontum luôn luôn ở trong tình trạng căng thẳng.
Phía VNCH ước tính bộ đội còn khả năng tấn công đợt 3 trong vòng 10 ngày tới. Sư đoàn 968 trừ bị của mặt trận B3 của Tướng Hoàng Minh Thảo còn chưa ra quân. Ước tính mức độ và cường độ đợt 3 yếu hơn đợt 1. Tướng Toàn và Paul Vann tiếp tục nghiên cứu và sử dụng kế hoạc 100 Box B52 mà tôi đã trình khi Tướng Toàn mới nhận chức. Paul Van có uy tín với Đại tướng Abrams nên được sử dụng nhiều Box B52 hơn các Quân đoàn khác.
Đúng 5g sáng ngày 28/5/72, bộ đội tấn công đợt 3 vào Kontum bằng 3 mũi chính:
- Mũi một từ hướng Bắc do lực lượng Sư đoàn 2.
- Mũi 2 từ hướng Tây Bắc do lực lượng Sư đoàn 320.
- Mũi 3 từ hướng Nam do lực lượng Sư đoàn 968.
Trong đợt tấn công này quân Giải phóng không dùng chiến xa T54.
Mũi một và 2 đã gặp sự kháng cự mãnh liệt của Sư đoàn 23BB, đã xung phong nhiều đợt để cố chiếm tuyến phòng thủ đầu nhưng bị đẩy lui. Phi cơ chiến đấu của Sư đoàn 6 Không Quân tại Pleiku xuất trận liên tục để yểm trợ quân VNCH tại tuyến đầu. 

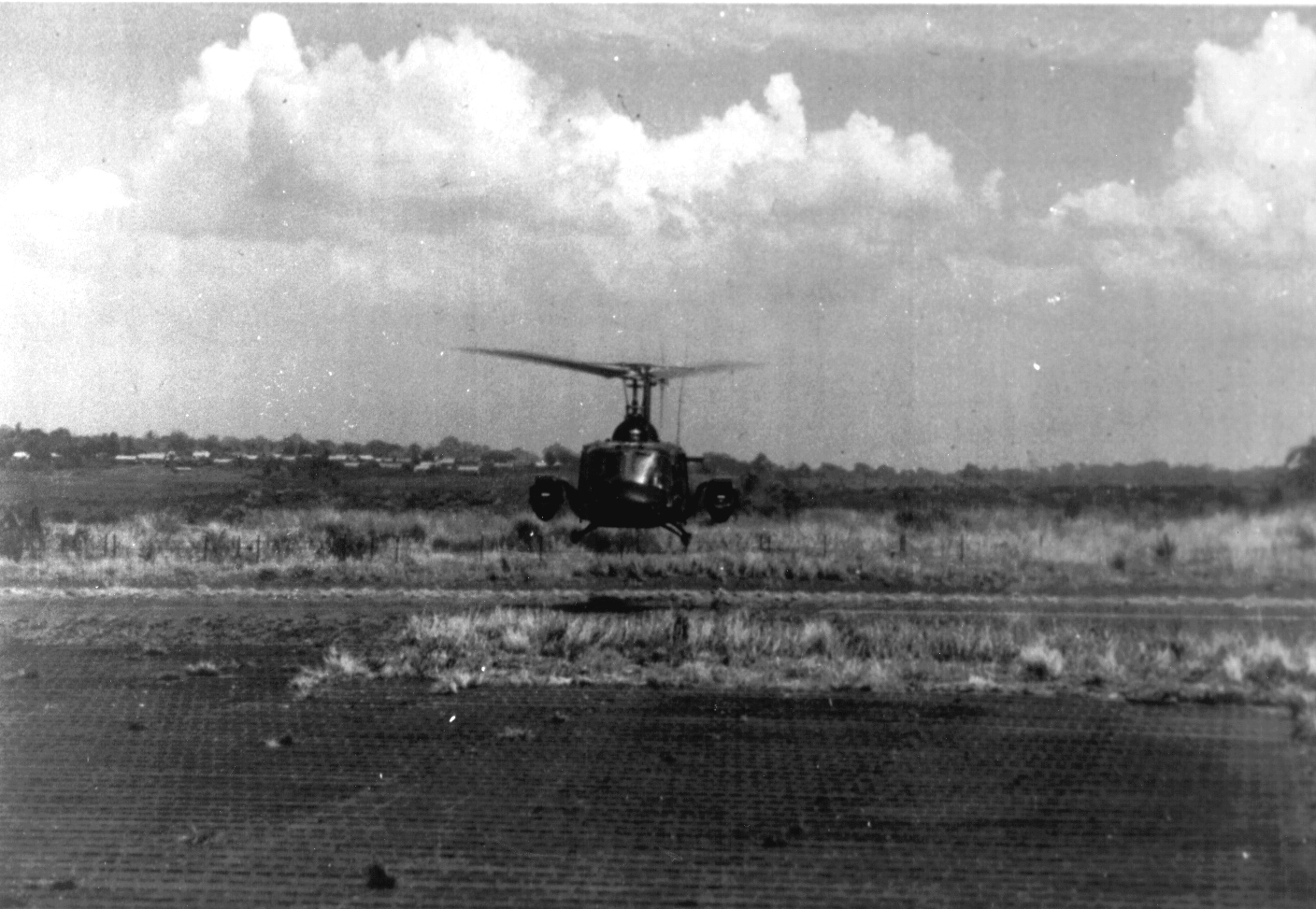
Trực thăng vũ trang với hỏa tiễn TOW ở Pleiku năm 1972

Mũi 3 do lực lượng Sư đoàn 968, một lực lượng trừ bị của Tướng Hoàng Minh Thảo phụ trách. Lực lượng này mới tham gia trận Kontum lần đầu, chưa tổn thất do B52 nên khí thế có vẻ mạnh hơn mũi 1 và 2. Sông Dakbla bọc quanh phía Nam thị xã là một chướng ngại vật thiên nhiên ngăn chặn không cho họ tiến quân một các dễ dàng. Sư đoàn 968 cố gắng vượt sông nhưng bị các phòng tuyến của Địa Phương Quân và Nghĩa Quân ngăn chặn. Paul Vann đã sử dụng các phi tuần của Không Quân Hoa Kỳ cất cánh từ Thái Lan trợ chiến, sau đó ông mới gọi các phi vụ B52 đến trải thảm.
Trong ngày 28/5/72 này, Paul Vann cũng đã được Đại tướng Abrams cấp hết 25 Box B52 cho mặt trận Kontum. Hai bên quần thảo nhau suốt ngày; đến tối bộ đội vẫn không chiếm được vị trí nào của VNCH.
Theo tài liệu từ quân Giải phóng thì:
Trước tình hình trên, để chiếm được Kontum, Bộ tư lệnh chiến dịch chủ trương nhanh chóng bổ sung vật chất cho các đơn vị kiên quyết tiến công địch trong thị xã kết hợp với tiêu diệt lực lượng của chúng ở ngoài thị xã. Từ ngày 25-5, quân ta nổ súng tiến công, đã đánh chiếm được một số khu vực, nhưng không phát triển được, đến ngày 26, 27 rạng ngày 28 ta tiếp tục tiến công, ở các hướng đều bị địch ngăn chặn và phản kích, thương vong lớn, sức chiến đấu giảm dần, đến đêm 5-6, ta lui quân.
Mặt trận thứ ba tại Vùng 2 Chiến thuật khai diễn ngày 6/4/1972, nỗ lực chính với 3 Sư đoàn: Sư đoàn 2 của mặt trận B3, Sư đoàn 32O, Sư đoàn Sao Vàng và nhiều Tiểu đoàn biệt lập tấn công Kontum, Dakto, Tân Cảnh, đèo Mang Yang và nhắm cắt đứt quốc lộ một nơi giáp ranh 2 tỉnh Quảng Ngãi và Bình Định. Với chủ đích tách rời Vùng I khỏi lãnh thổ miền Nam để Mặt trận Giải phóng Miền Nam có đất, có dân và có thế đứng thương thuyết tại Paris.
Ngày 20/4/1972, tình hình tại Quảng Trị (Quân đoàn I) quá nặng, nên Đại tướng Viên phải rút Lữ đoàn Dù tại Kontum để tăng cường cho mặt trận Quảng Trị làm quân Việt Nam Cộng hòa suy yếu rõ rệt.
Ngày 28/4/1972, Quân Giải phóng tấn công đồn này bằng 10 chiến xa T54, nhưng đã bị Paul Vann điều động 2 trực thăng vũ trang Cobra trang bị hỏa tiễn chống chiến xa tiêu diệt 5 chiếc T54. Sau đó quân Việt Nam Cộng hòa rút quân khỏi đồn này, vì vị trí quá xa và hẻo lánh.
Tướng Hoàng Minh Thảo thấy Lữ đoàn Dù đã rút, nên ông có kế hoạch tấn công cấp tốc để dứt điểm Sư đoàn 22 BB tại Tân Cảnh bằng Sư đoàn 320 và Sư đoàn 2 Sao Vàng với chiến xa T-54 và hỏa tiễn Sagger do Liên Xô chế tạo. Chiến xa T54 và hoả tiễn Sagger là hai loại vũ khí tối tân được sử dụng lần đầu tiên tại chiến trường miền Nam trong Mùa Hè Đỏ Lửa 1972. T-54 là loại chiến xa bọc sắt cứng, dày, tương đương với chiến xa M-48 của Hoa Kỳ. Hỏa tiễn Sagger mà phương Tây gọi là AT-3, là loại hoả tiễn chống chiến xa giống như hỏa tiễn TOW của Mỹ, nhưng tầm xa kém hơn (hỏa tiễn Tow tầm xa 3000 m; hoả tiễn Sagger 2700 m).
Trong những ngày 20, 21 và 22/4/1972, các sư đoàn Quân Giải phóng áp sát bao vây Tân Cảnh. Trong lúc này, Paul Vann dùng trực thăng bay xuống mặt Bắc Bình Định cũng rất sôi động. Đại tá Trần Hiếu Đức, Trung đoàn trưởng Trung đoàn 40 thuộc Sư đoàn 22BB làm Tư lệnh chiến trường, chịu trách nhiệm bảo vệ 3 quận Hoài Ân, Bồng Sơn và Tam Quan. Sư đoàn 2 Sao Vàng phối hợp nhịp nhàng với các mặt trận khác nên đã tung quân bao vây quận Hoài Ân. Tại đây, quân Việt Nam Cộng hòa rút bỏ quận Hoài Ân để cố thủ quận Bồng Sơn. Ngày 21/4/1972, Paul Vann bay lên Tân Cảnh thăm Đại tá Philip Kaplan, cố vấn cho Đại tá Lê Đức Đạt.
Ngày 23/4/1972, một tiểu đoàn bộ binh của Sư đoàn 22 chạm súng với đối phương rất sớm, không quá xa bộ tư lệnh sư đoàn, đồng thời họ bị pháo kích tới tấp vào căn cứ Tân Cảnh bằng hỏa tiễn 122 ly. Chiến xa Việt Nam Cộng hòa gồm 10 chiếc được điều động ra để chống lại, đã bị hỏa tiễn Sagger bắn cháy mất 8 chiếc, còn lại 2 chiếc thì bị đứt xích. Thiếu tá Như cùng Đại úy Kenneth Yonan, 23 tuổi, xuất thân từ trường Wespoint, đã leo lên tháp nước cao tại căn cứ, sử dụng đại liên 12.7 ly để tấn công, cũng bị hỏa tiễn Sagger bắn, bồn nước nổ tung và cả hai người chết tại chỗ. Không quân sử dụng tối đa hỏa lực để yểm trợ cho Đại tá Đạt.
Khoảng 10g tối ngày 23/4/1972, quận Dakto cách Tân Cảnh 2 km về phía Bắc, do Địa Pương Quân và Nghĩa Quân người Thượng bảo vệ, đã quan sát thấy đèn của 11 chiến xa T-54 đang tiến về hướng quận. Quân đoàn liền điều động C-130 Spectre lên tả trái sáng. Lính Việt Nam Cộng hòa trong các hầm chiến đấu cá nhân đã thấy tất cả 15 chiếc chiến xa T-54 của Quân Giải phóng xếp hàng dọc chạy tiến về Tân Cảnh. Phi cơ C-130 tác xạ để ngăn không cho chiến xa đối phuơng tiến lên, nhưng vô hiệu quả, vì loại phi cơ này không có loại đạn chống chiến xa.
Khoảng 2g sáng ngày 24/4/1972, 15 chiến xa Quân Giải phóng đã bao vây căn cứ Tân Cảnh. Đại tá Philip Kaplan yêu cầu Paul Vann lên cứu ông vào lúc 4g khi trời chưa sáng tại bãi đáp rất nhỏ bên cạnh bãi mìn. Đại tá Kaplan cho Đại tá Đạt biết và yêu cầu cùng lên trực tăng cấp cứu của Paul Vann nhưng Đại tá Đạt từ chối. Đại tá Đạt biết tình hình rất bi đát, Quân Giải phóng Miền Nam Việt Nam sẽ tràn ngập căn cứ vào khoảng 7g sáng. Ông ra lệnh cho tất cả các sĩ quan và binh sĩ còn lại tìm cách thoát ra ngoài trước khi trời sáng.
Đại tá Lê Đức Đạt đã ở lại trong căn cứ Tân Cảnh. Theo lời Đại tá Kaplan, có lẽ Đại tá Lê Đức Đạt đã tự sát sau khi đồn Tân Cảnh bị tràn ngập. Đó là ngày 24/4/1972, lúc 10g sáng.
Sau khi mặt trận Tân Cảnh bị thảm bại, Tư lệnh Sư đoàn 22 BB chết mất xác tại mặt trận, thành phần bộ tham mưu sư đoàn và chỉ huy trưởng các cấp cũng như binh sĩ bị bắt làm tù binh hay bị chết, chỉ một số rất ít chạy được về Kontum. Sư đoàn 22B tan rã. Vì thế, phòng tuyến kiên cố nhất để bảo vệ thị xã Kontum coi như không còn nữa. Tòa hành chính tỉnh Kontum với dân số 25.000 người sống trong thị xã đã chuẩn bị tản cư.
Quân Việt Nam Cộng hòa không loại bỏ giả thuyết Quân Giải phóng sẽ đánh Kontum, vì nơi đây chỉ có Địa Phương Quân và Nghĩa Quân trấn giữ. Họ phải cho tái phối trí lực lượng, điều động 2 trung đoàn bộ binh từ Ban Mê Thuột lên cố thủ Kontum, chỉ để lại một trung đoàn phòng thủ 7 tỉnh phía Nam của quân đoàn.
Đại tá Lý Tòng Bá, Tư lệnh Sư đoàn 23 BB, được chỉ định làm Tư lệnh mặt trận Kontum. Đường chuyển quân và tiếp vận chính giữa Pleiku - Kontum là Quốc lộ 14 rất yên tĩnh trong 3 ngày đầu, đến ngày thứ tư thì Quân Giải phóng chiếm và đóng chốt đèo Chu Pao, giao thông bị gián đoạn. Tuy nhiên lúc này quân Việt Nam Cộng hòa đã di chuyển xong. Quân của tướng Hoàng Minh Thảo không tiến quân tiếp vào Kontum sau 5 ngày như Tướng Ngô Du dự tính mà đến 20 ngày sau. Như vậy, có thể tin rằng Sư đoàn 320 và Sư đoàn 2 của Quân Giải phóng Miền Nam Việt Nam đã bị tổn thất khá nặng trong các cuộc chạm súng trước đây với Lữ đoàn Dù và Sư đoàn 22BB. Các chiến xa T-54 cũng bị tiêu hao một số tại phi trường Dakto do Không quân Việt Nam Cộng hòa bắn cháy và một số tại đồn Ben Het do Cobra của Hoa Kỳ phá hủy. Vì thế, Tướng Hoàng Minh Thảo cần có thời gian củng cố lại đơn vị của ông chớ không thể mở cuộc tấn công mới ngay được.
Phối trí quân xong tại Kontum, Tướng Ngô Du ngã bệnh nặng nên tại Sài Gòn, Tổng thống Nguyễn Văn Thiệu và Đại tướng Cao Văn Viên đã gọi nhiều Trung tướng nhưng họ từ chối nhiệm vụ, và cuối cùng ông chọn Thiếu tướng Nguyễn Văn Toàn, vì tướng Toàn đồng ý tử thủ tại Kontum.
Quân Giải phóng ở mặt trận Kontum có đến 3 sư đoàn (Sư đoàn 320, Sư đoàn 2 và Sư đoàn 968), quân Việt Nam Cộng hòa chỉ có một (Sư đoàn 23BB). Trong lúc này Paul Vann nhớ đến Đại tá Rhotenberry là người làm cố vấn cho Đại tá Bá tại Bình Dương. Khi đưa Đại tá Rhotenberry đến Kontum, Paul Vann nói: "Ông và tôi phải hết sức yểm trợ Đại tá Bá vì tôi đã hứa với Đại tướng Abrams là không để mất Kontum. Nếu mất Kontum, thì Kissinger, Trưởng phái đoàn Hoa Kỳ tại Hoà đàm Paris, sẽ gặp nhiều khó khăn".
Đầu tháng 5/1972, Tổng thống Nguyễn Văn Thiệu bổ nhiệm Thiếu tướng Nguyễn Văn Toàn giữ chức vụ Tư lệnh Quân đoàn II thay thế Trung tướng Ngô Du. Trước khi nhận nhiệm vụ, Tướng Nguyễn Văn Toàn trình diện Đại tướng Cao Văn Viên và yêu cầu Đại tướng thỏa mãn cho ông về những thay đổi nhân sự.
.

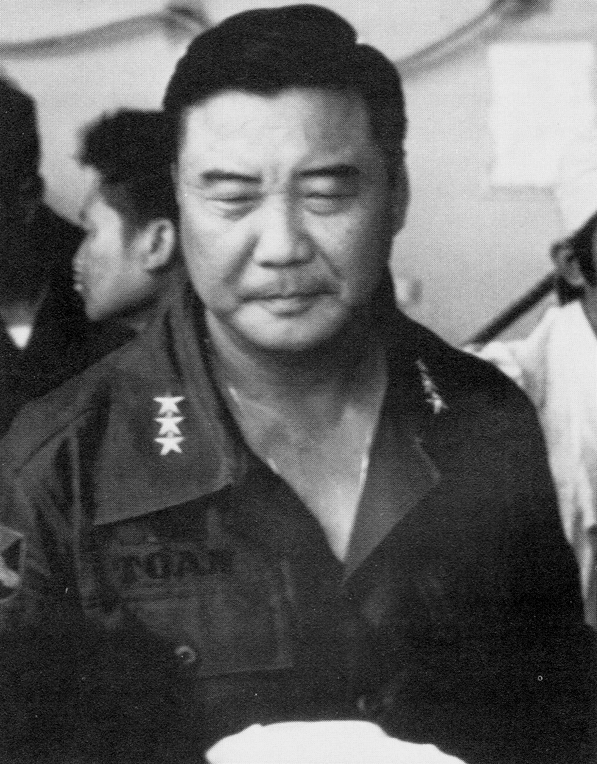
Trung tướng Nguyễn Văn Toàn. Năm 1972 là thiếu tướng, tư lệnh Quân đoàn 2 QLVNCH (từ ngày 2/5/1972)

Ông chỉ thị cho Đại tá Lý Tòng Bá và các Trung đoàn trưởng, Tiểu đoàn trưởng phải chọn một số binh sĩ can đảm để thành lập ngay các tổ chống chiến xa bằng súng M-72 Law, cho các binh sĩ này thực tập tác xạ vào các chiến xa hư của Việt Nam Cộng hòa vào ngày kế để họ tin rằng súng M72 Law của Mỹ có thể tiêu diệt được các chiến xa T-54 của Quân Giải phóng. Tướng Toàn còn chỉ thị Trung tá Nguyễn Đức Dung chỉ huy Lữ đoàn 2 Thiết Giáp với một Liên đoàn Biệt Động Quân tăng cường phải đem các chiến xa lên Kontum bằng mọi giá. Ông nói rằng không cần thanh toán các lực lượng đối phương chốt tại đèo Chu Pao mất thời giờ, phải mở Quốc lộ 14bis vòng quanh sau lưng địch để đi. Cuộc hành quân của Trung tá Dung gặp rất nhiều khó khăn vì sức kháng cự của Quân Giải phóng rất mãnh liệt nhưng Lữ đoàn 2 Thiết Giáp và Biệt Động Quân đã mở được Quốc lộ 14bis quanh đèo Chu Pao đem nhiều chiến xa lên mặt trận Kontum đúng ngày N+3.
Tướng Toàn đã tăng cường cho Đại tá Lý Tòng Bá một Trung đoàn Bộ Binh, một Liên đoàn Biệt Động Quân, trên 20 chiếc xa thiết giáp, nhiều đạn dược, nguyên liệu và thuốc men mới được không vận từ Sài Gòn lên. Số đạn dược và nhiên liệu này đủ để bảo đảm cho các đơn vị Việt Nam Cộng hòa tại Kontum phòng thủ trong thời gian một tháng.
Ngày 13/5/72, nhân viên kỹ thuật của Việt Nam Cộng hòa báo cáo đã bắt được mật điện của B3. Trong mật điện này, Bộ tư lệnh B3 đã ra lệnh như sau: "Mũi tấn công hướng Bắc - Sư đoàn 2 - Stop - Tăng cường mỗi sư đoàn 10 T54 - Stop - Ngày giờ tấn công hướng Tây Bắc Sư đoàn 320 - Stop - Ngày giờ tấn công 05g00 ngày 14/5/72 - Stop".
Tại hầm chỉ huy Sư đoàn 23, Paul Vann gọi máy yêu cầu Trung tướng chỉ huy Không quân chiến lược Hoa Kỳ (Strategic Air Command) tại Thái Lan để thảo luận với ông về thể tức chuyển đổi các Box B52 cho thật hợp với tình hình mặt trận dưới đất. Paul Vann cũng điện đàm với Đại tướng Abrams tại Sài Gòn khẩn khoản cho ông được sử dụng hết tất cả 25 Box B52. (Mỗi "Box" B-52, bề dài 3 km, bề ngang một km, được thả bằng 3 chiếc B-52 chứa trên 100 quả bom đủ loại, từ 100 lbs đến 500 lbs) dành để yểm trợ cho 4 vùng chiến thuật trong ngày 14/5/72, để Quân đoàn II có thể tiêu địch tối đa. Đề nghị này được Đại tướng Abrams chấp thuận. Đêm 13 rạng 14/2/72, kém 5 phút đến 5g, Đại tá Bá báo cáo trên máy rất lớn, đối phương đã bắt đầu nổ súng. Trực thăng của Chuẩn tướng John Hill với 2 đại liên 12.7 ly cất cánh đầu tiên, tiếp theo là trực thăng của Paul Vann và sau cùng là trực thăng chỉ huy của Tướng Toàn bay về hướng Kontum trong sương mù. Paul Vann ra lịnh cho phi hành đoàn B52 vào vùng đúng 5g ngày 14/2/72. Tất cả 25 Box B52 đồng loạt bấm nút thả xuống trên 3000 quả bom đủ loại, từ 100 lbs đến 500 lbs, trên đầu Sư đoàn 320 và Sư đoàn 2 Sao Vàng. Diện tích trải thảm của các B52 tổng cộng là 75 km². Tiếp theo từng đoàn A37 và AD6 của Sư đoàn 6 Không quân Việt Nam Cộng hòa bay vào mục tiêu tiếp tục bắn vào các chiến xa và các ổ phòng không. Vì bị áp lực quá mạnh của bom, bộ đội phải lui về phía sau, lại bị trực thăng tấn công bọc hậu.
Tại tuyến đầu, 9 chiến xa T-54 nằm ngoài khu ném bom của B52 tiếp tục tấn công, sau trận giao tranh thì bị quân Việt Nam Cộng hòa bắn cháy mất 6 chiếc, 3 chiếc còn lại bị bắt giữ. Một giờ sau, Tướng Nguyễn Văn Toàn và Paul Vann bay vào vùng thả bom B52 để kiểm soát thì thấy nhiều xác của bộ đội trong các hố bom. Paul Vann thấy một số đang lảo đảo đi trong các hố bom B52, đã hạ thấp trực thăng xuống cho Trung úy Huỳnh Văn Cai, Trung úy tùy viên, dùng M16 tấn công.
Không lực Việt Nam Cộng hòa và Không quân Hoa Kỳ tiếp tục oanh kích vào các ổ phòng không trong vùng suốt ngày 14/5/72. Trong các cuộc oanh kích này, Không quân Việt Nam Cộng hòa bị bắn rơi một chiếc AD6 do Thiếu tá Phạm Thặng làm hoa tiêu. Phòng không đã bắn trúng chiếc phi cơ do Thiếu tá Phạm Thặng lái khiến ông bị tử thương và chiếc phi cơ rớt ở phía Nam Kontum.
Kế hoạch trải thảm B52 đã dứt điểm cuộc tấn công đầu tiên của hai sư đoàn vào Kontum. Theo ước tính về phía Hoa Kỳ, trong cuộc tấn công này, đối phương đã thiệt hại 1000 người và 20 chiến xa T-54. Các chiến xa T-54 mà Quân lực Việt Nam Cộng hòa đã bắt giữ được mang về triển lãm tại Sài Gòn. Sau trận đánh này, các binh sĩ Việt Nam Cộng hòa đã đặt tên cho Paul Vann là "ông B52".

## Kết thúc
Trận chiến Kontum kéo dài 3 tháng (3, 4, 5/72) khiến hai bên bị thiệt hại một số quân khá lớn. Theo ước tính của giới chức quân sự Hoa Kỳ, trong trận đánh kéo dài này, mặt trận B3 của Tướng Hoàng Minh Thảo bị thiệt hại khoảng một sư đoàn rưỡi, 30 chiến xa T54 và nhiều đại pháo, phòng không bị thiêu hủy.
Ngày 31/5/72, Tổng thống Nguyễn Văn Thiệu lên Kontum ủy lạo binh sĩ và gắn cấp bậc Chuẩn tướng cho Đại tá Lý Tòng Bá.

### Các cuộc chiến đấu Đắc Tô - Tân Cảnh
Lực lượng chủ công Quân Giải phóng miền Nam Việt Nam tấn công Đắc Tô - Tân Cảnh gồm trung đoàn 66, tiểu đoàn 37 đặc công, đại đội 7 xe tăng, đại đội 53 cao xạ tự hành "ZSU-57-2".(Trinh sát đường không của QLVNCH cho rằng "ZSU-57-2" là xe tăng), đại đội 29 tên lửa chống tăng B-72, 4 đại đội cối 81 và 120. Trung đoàn 675 pháo binh chiến dịch có nhiệm vụ pháo kích mở màn và yểm hộ tấn công. Bộ tư lệnh Mặt trận B3 sử dụng trung đoàn 141 để tấn công quận lỵ Đắc Tô, trung đoàn 1 tấn công Đắc Tô 2. Trung đoàn 40 pháo binh yểm hộ hướng này.
Cứ điểm Đắc Tô (bắc Tân Cảnh) gồm quận lỵ Đắc Tô, chốt Ngọc Tu, có các tiểu đoàn 4, 8 (trung đoàn 47), tiểu đoàn 9 (lữ đoàn dù 3) và 1 chi đội xe tăng bảo vệ. Cứ điểm Tân Cảnh của QLVNCH có trung đoàn 42 (sư 22) gồm 3 tiểu đoàn 1, 2, 4; thiết đoàn 14 (20 xe tăng M-41, 21 xe bọc thép M-113); 1 tiểu đoàn pháo (4 khẩu 155 mm, 6 khẩu 105 mm); 1 đại đội vệ binh; 1 đại đội trinh sát; 1 đại đội công binh, bố trí thành 13 khu phòng thủ.
Sáng 24 tháng 4, tiểu đoàn 8, trung đoàn 47, sư đoàn 22 QLVNCH bất ngờ chạm súng với các đơn vị đi đầu của trung đoàn 141 sư đoàn 2 Quân Giải phóng miền Nam Việt Nam đang chiếm lĩnh vị trí xuất phát. Trung đoàn 675 pháo binh (Quân Giải phóng miền Nam Việt Nam) được lệnh khai hỏa, pháo kích tất cả các vị trí của cụm phòng ngự Đắc Tô - Tân Cảnh bằng pháo 122 mm và hỏa tiễn H12. Đại tá Lê Đức Đạt điều 10 xe tăng ra phản kích thì bị tên lửa B-72 bắn cháy 8 chiếc, đứt xích 2 chiếc (trước ngày này, QLVNCH ở Kon tum chưa biết đến B-72 mà cho rằng đây chỉ là loại đạn chống tăng B-41.
Lúc 10h30 sáng ngày 24 tháng 4, sở chỉ huy tiền phương sư đoàn 22 QLVNCH tại Tân Cảnh bị pháo binh Quân Giải phóng miền Nam Việt Nam bắn trúng, 20 sĩ quan QLVNCH chết và bị thương, các phương tiện thông tin liên lạc bị phá hủy. Tân Cảnh mất liên lạc với Kon Tum và không thể chỉ huy được các đơn vị thuộc quyền. Các chi đội thiết giáp 1 và 2 (thiết đoàn 14 QLVNCH) đang phòng ngự Bến Hét xin đại tá Đạt cho rút về phòng ngự Tân Cảnh nhưng liên lạc bị đứt, hai đơn vị này tự rút về Tân Cảnh. Chi đội 1 bị tiểu đoàn 7, trung đoàn 24 Quân Giải phóng miền Nam Việt Nam phục kích ở cầu Đắc Mốt, 5 xe tăng M-41 bị phá hỏng, chi đội trưởng (thiếu úy Nguyễn Thi) và các binh sĩ dưới quyền bị bắt. Chiều 24 tháng 4, thêm 12 xe thiết giáp của QLVNCH bị diệt trong đó có 2 chiếc M-41 bị 2 chiếc T-54 hạ tại Đắc Tô. Quân Giải phóng miền Nam Việt Nam mất 3 xe tăng PT-76 ở Đắc B'Rung do trúng tên lửa TOW từ máy bay AH-1 Cobra. Tuy nhiên, 15 chiếc T-54 và PT-76 còn lại vẫn tiếp tục tấn công. Lúc 17 giờ chiều 24 tháng 4, Sư đoàn 2 Quân Giải phóng miền Nam Việt Nam đã chiếm được cứ điểm Đắc Moi và quận lỵ Đắc Tô (Đắc Tô I). Các trung đoàn 41, 47, 2 chi đội thiết giáp (1 và 14), một tiểu đoàn của trung đoàn 42, tiểu đoàn 9 (lữ dù 3), 2 tiểu đoàn pháo binh QLVNCH mất sức chiến đấu và tan rã. Đại tá Lê Đức Đạt, sư đoàn trưởng sư đoàn 22 và 1 cố vấn Mỹ tử thương. Sư đoàn phó Vi Văn Bình và khoảng 1.000 binh sĩ QLVNCH bị Quân Giải phóng miền Nam Việt Nam bắt sống. Cùng ngày, trung đoàn đặc công 400 (chủ lực khu 5) phối hợp với trung đoàn 28 tấn công Võ Định, buộc sở chỉ huy lữ dù 3 (QLVNCH) phải rút về Kon Tum.
Tướng Ngô Du và ban tham mưu quân đoàn 2 không thể tăng viện cho Đắc Tô - Tân Cảnh vì đường 14 đã bị Quân Giải phóng miền Nam Việt Nam cắt đức ở Diên Bình. Căn cứ Võ Định, tiền đồn phía Bắc của Kon Tum đã bị mất. Lúc này, sư đoàn 22 QLVNCH chỉ còn lại trung đoàn 42 (thiếu) đang phòng thủ Bình Định, Quân đoàn 2 (QLVNCH) chỉ còn sư đoàn 23 để phòng thủ Kon Tum. Ngày 27 tháng 4, Đại tá Lý Tòng Bá tư lệnh sư 23 được chỉ định làm tư lệnh mặt trận Kon Tum. Tướng Ngô Du bị lên cơn đau tim cấp, không chỉ huy được. Nguyễn Văn Thiệu và Cao Văn Viên đề nghị một số Trung tướng ở Sài Gòn lên thay nhưng không ai chịu lên. Cuối cùng tổng thống Thiệu chọn thiếu tướng Nguyễn Văn Toàn. Tướng Toàn hứa với Nguyễn Văn Thiệu và Cao Văn Viên sẽ tử thủ tại Kon Tum. John Paul Vann cử Rhotenberry là cố vấn trưởng cho sư 23. Để chống lại xe tăng T-54 của Quân Giải phóng miền Nam Việt Nam, Lý Tòng Bá lệnh cho các tiểu đoàn lập các tổ chống tăng và tập bắn súng M72 LAW vào các xe tăng M-41 đã bị cháy. Ngày 30 tháng 4, tướng Toàn tăng viện cho sư 23 thêm 1 trung đoàn bộ binh, 1 liên đoàn biệt động quân, 20 xe tăng M-48 và nhiều phương tiện, đạn dược... Cố vấn John Paul Vann hứa cấp đủ 100 box B-52 (300 lần chiếc) yểm hộ từ trên không..

### Các cuộc chiến đấu trong thị xã Kon Tum
Từ ngày 26 tháng 4 đến ngày 10 tháng 5, các trung đoàn 28 (độc lập), 1 và 3 (sư đoàn 320A) đánh thiệt hại nặng liên đoàn 6 biệt động quân QLVNCH ở căn cứ Biển Hồ, hình thành thế vây ép cụm phòng ngự Kon Tum từ hướng Đông Bắc. Trung đoàn 95 (độc lập) chốt chặn đường 14 ở Chư Thoi, đánh tan 4 đại đội bộ binh QLVNCH thuộc các trung đoàn 45 và 53 nhưng không chặn được các trung đoàn 44, 45 và 53 (sư 23 QLVNCH) tăng viện cho Kon Tum. Trung đoàn 52 (320A) đánh chiếm cứ điểm K'Leng, diệt tiểu đoàn 62 biệt động quân QLVNCH áp sát phía Tây Kon Tum. Riêng Trung đoàn 66 do chủ quan, khinh địch, hiệp đồng lỏng lẻo, cán bộ không sâu sát, báo cáo sai tình hình... nên khi đánh tiểu khu Plei Cần bị thiệt hại nặng, phải rút ra củng cố.
Từ ngày 3 đến ngày 13 tháng 5, trung đoàn 54 pháo binh Quân Giải phóng miền Nam Việt Nam liên tục bắn phá thị xã Kon Tum bằng pháo 130 mm, 122 mm và hỏa tiễn H12. Mục tiêu đánh nhiều nhất là sân bay Phượng Hoàng (TX Kon Tum), gây khó khăn cho tiếp vận hậu cần của QLVNCH. Ngày 13 tháng 5, mạng lưới do thám điện đài (SIGINT) của Mỹ chặn bắt được bức điện của Bộ Tư lệnh B3: "Mũi tấn công hướng Bắc - Sư đoàn 2 - stop - hướng Tây Bắc - sư đoàn 320 - stop - Tăng cường mỗi sư đoàn 10 T54 - stop - G - 05h00 - stop - N - 14-5 - stop". Cũng trong ngày 13 tháng 5, tướng Nguyễn Văn Toàn bố trí lại lực lượng phòng thủ Kon Tum với 3 trung đoàn 44, 45 và 53 được tăng viện nhưng cũng bị Sái Gòn rút lữ đoàn dù ném ra mặt trận Trị Thiên-Huế. Đại tá Lý Tòng Bá được lệnh đưa trung đoàn 53 giữ hướng bắc, đông và nam dọc sông Đắc B'La; trung đoàn 44 giữ ngã ba Trung Tín-Đường Ngang ở Tây Bắc. Trung đoàn 45 giữ căn cứ Lôi Hổ làm lực lượng dự bị. Thiết đoàn 14 mới được phục hồi làm lực lượng cơ động tăng cường cho hướng bị uy hiếp mạnh nhất. Số quân còn lại của liên đoàn 6 biệt động quân phòng thủ vòng trong thị xã. Tướng Toàn và đại tá Bá lệnh cho các đơn vị phòng thủ không được ra khỏi hầm khi đối phương nổ súng tấn công để B-52 ném bom rải thảm vào đội hình của họ.
17h ngày 13 tháng 5, 75 lần chiếc B-52 và hơn 100 lần chiếc cường kích A-37 Dragonfly và AD-6 của sư đoàn 6 không quân QLVNCH ném hơn 3.000 quả bom từ 50 kg đến 250 kg vào khu vực Bắc Kon Tum, đánh vào đội hình sư đoàn 320 của Quân Giải phóng miền Nam Việt Nam. Không quân VNCH bị mất một chiếc AD-6. Tuy không rõ số thương vong cụ thể nhưng Quân Giải phóng miền Nam Việt Nam phải tạm dừng kế hoạch tấn công. Tướng Hoàng Minh Thảo ra lệnh cho các đơn vị thuộc quyền niêm phong tất cả các điện đài, chuyển sang sử dụng điện thoại hữu tuyến và liên lạc viên. Bộ tư lệnh B3 phải điều chỉnh lại kế hoạch đánh Kon Tum, chia làm hai bước: Bước 1: bóc các tuyến phòng ngự vòng ngoài; bước 2: tiến đánh các mục tiêu trong thị xã.
Từ ngày 15 đến ngày 23 tháng 5, trung đoàn 3, sư 320A có 1 đại đội xe tăng yểm hộ đánh thiệt hai nặng trung đoàn 44 ở Trung Tín nhưng bị máy bay B-52 ném bom ngăn chặn, không giữ được trận địa. Trung đoàn 1 tấn công căn cứ Lôi Hổ cũng bị QLVNCH có không quân yểm hộ đẩy lùi, thương vong lớn. Hai trung đoàn 28 và 141 (sư đoàn 2 QLVNCH) đánh chiếm được hai cứ điểm Kon Tiêu và Kon Kơ Pát nhưng bị trung đoàn 53 dùng chiến thuật phòng ngự phân tán và vận động chiến cầm chân. Ở phía Nam, các trung đoàn 95 và 24 tập trung lực lượng cắt đứt hẳn đường 14 ở ba đoạn: Chư Thoi, Chư Pao và Tân Phú. Kon Tum hoàn toàn bị cô lập bằng đường bộ, QLVNCH phải tổ chức cầu hàng không đường ngắn, dùng trực thăng vận tải CH-47 Chinook của sư đoàn 6 không quân từ sân bay Plei Ku tiếp tế cho Kon Tum.
Ngày 23 tháng 5, Quân đoàn 2 QLVNCH điều 2 liên đoàn biệt động quân (2, 6), 1 tiểu đoàn biệt động biên phòng, 1 chi đoàn thiết giáp, có pháo và không quân yểm hộ mở cuộc hành quân "Bắc Bình Vương 72" đánh ra phía Nam Kon Tum nhưng không mở thông được đường 14, 1.000 quân bị thương vong, trong đó có phó tư lệnh sư đoàn 23 Tạ Đình Liên và chi đoàn trưởng chi đoàn thiết giáp Diêm Phú Hưng. QLVNCH mất 62 xe, (trong đó có 2 xe M-48 và 11 xe M-113, 4 pháo 105 mm.
Đêm 24 rạng ngày 25 tháng 5, Quân Giải phóng miền Nam Việt Nam mở cuộc tổng công kích TX Kon Tum. Các tiểu đoàn 3 (trung đoàn 3), 6 (trung đoàn 141), 1 trung đoàn 1 và đại đội 209 đặc công vượt sông Đắc B'La đánh sân bay, khu cơ giới và dinh tỉnh trưởng và trụ lại đánh QLVNCH phản kích. Đại tá Nguyễn Bá Long, tỉnh trưởng Kon Tum phải rút sang sở chỉ huy sư đoàn 23. Trung đoàn 1, sư đoàn 2 có xe tăng yểm hộ đánh chiếm sở chỉ huy trung đoàn 53 (QLVNCH) ở Ngọc Hồi, chiếm khu kho 41 và bệnh viện dã chiến ở bắc Biệt khu 24. Ngày 25/5, QLVNCH phản kích chiếm lại 1/3 sân bay, 1/2 khu cơ giới, dùng 1 đại đội trinh sát quân báo của sư đoàn 23 tấn công đại đội đặc công 209 Quân Giải phóng miền Nam Việt Nam trụ ở nghĩa địa nhưng không thành công, QLVNCH mất 2 xe tăng. Sở chỉ huy sư đoàn 23 phải rời về Nam thị xã, sở chỉ huy trung đoàn 44 phải lui về trận địa của tiểu đoàn pháo 43.

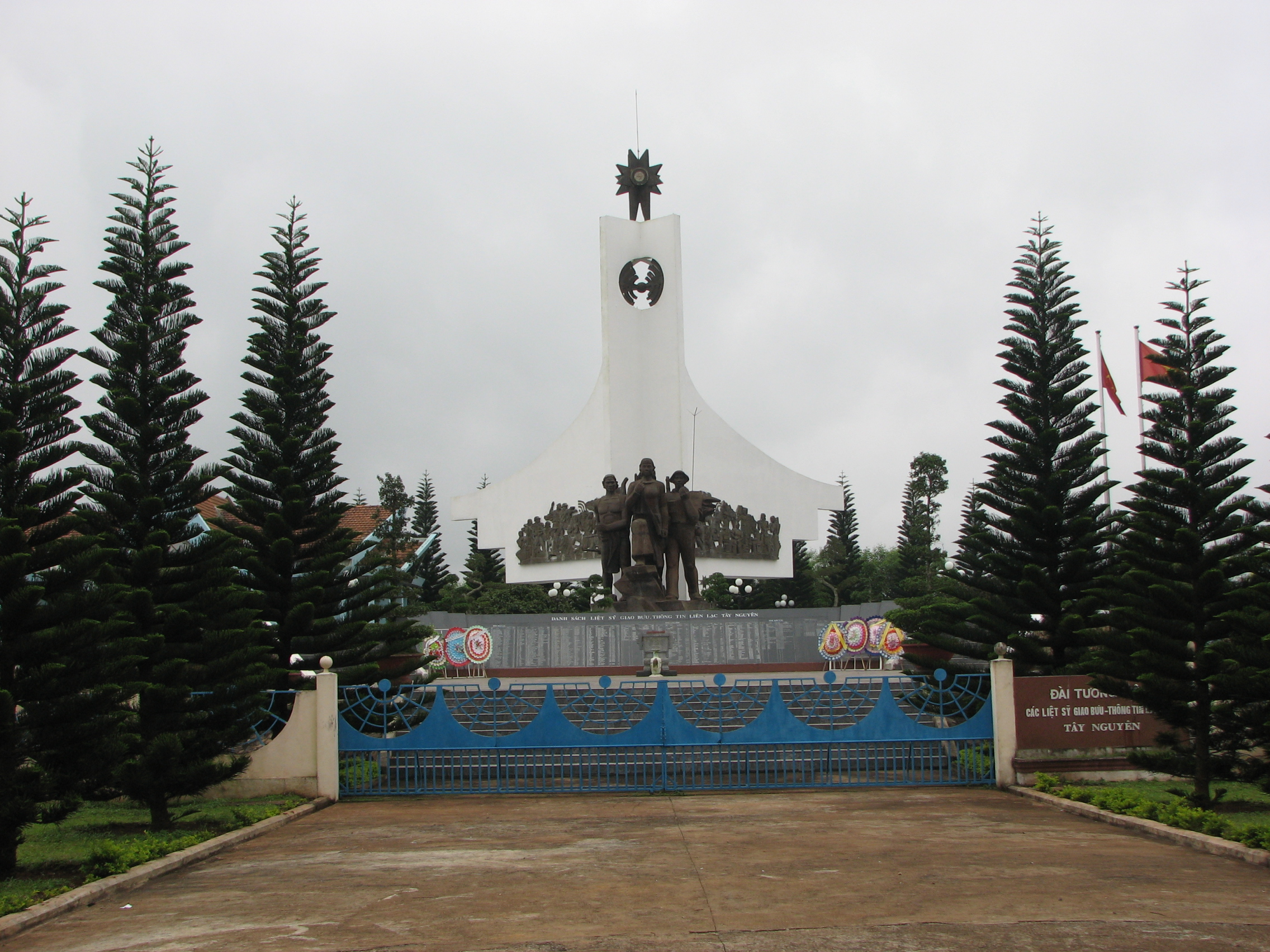
Đài tưởng niệm liệt sĩ Quân Giải phóng miền Nam Việt Nam tại Tây Nguyên

Trong ngày, Không lực Hoa Kỳ sử dụng 10 box B-52 (30 lần chiếc) ném bom vào đội hình tấn công của trung đoàn 3 và trung đoàn 52. Hai đơn vị này bị tổn thất, không đột phá được trận địa phòng ngự của trung đoàn 44 QLVNCH ở ngã ba Trung Tín. Các đơn vị Quân Giải phóng miền Nam Việt Nam đã vào được thị xã bị máy bay cường kích của Không lực Hoa Kỳ và các máy bay A-37 Dragonfly, UH-1 Iroquois của sư đoàn 6 không quân liên tục ném bom. Để chi viện cho mặt trận Kon Tum, Bộ tư lệnh B3 sử dụng 1 đại đội đặc công địa phương đánh sân bay Plei Ku, phá hủy 3 máy bay vận tải C-130, đốt cháy 1 kho xăng, phá nổ 1 kho đạn.
Ngày 6 tháng 6, xét thấy không còn khả năng đánh chiếm thị xã Kon Tum do quân số thương vong lớn, gạo thiếu, đạn dược không đủ, Bộ tư lệnh B3 tung trung đoàn 66 là lực lượng dự bị cuối cùng vào trận, yểm hộ cho các đơn vị đã vào trong thị xã rút ra ngoài.
Ngày 9 tháng 6, trên đường bay thị sát căn cứ của sư đoàn 23 trở về Plei Ku, chiếc UH-1 chở cố vấn Hoa Kỳ John Paul Vann bị trúng đạn phòng không của Quân Giải phóng miền Nam Việt Nam và rơi. John Paul Vann chết ở khu B1-Gia Lai.
Chiến dịch Bắc Tây nguyên 1972 kết thúc. Quân Giải phóng miền Nam Việt Nam giữ được cụm cứ điểm Đắc Tô - Tân Cảnh chiếm được từ đầu chiến dịch. QLVNCH giữ được thị xã Kon Tum.